# Libel (waterpas)

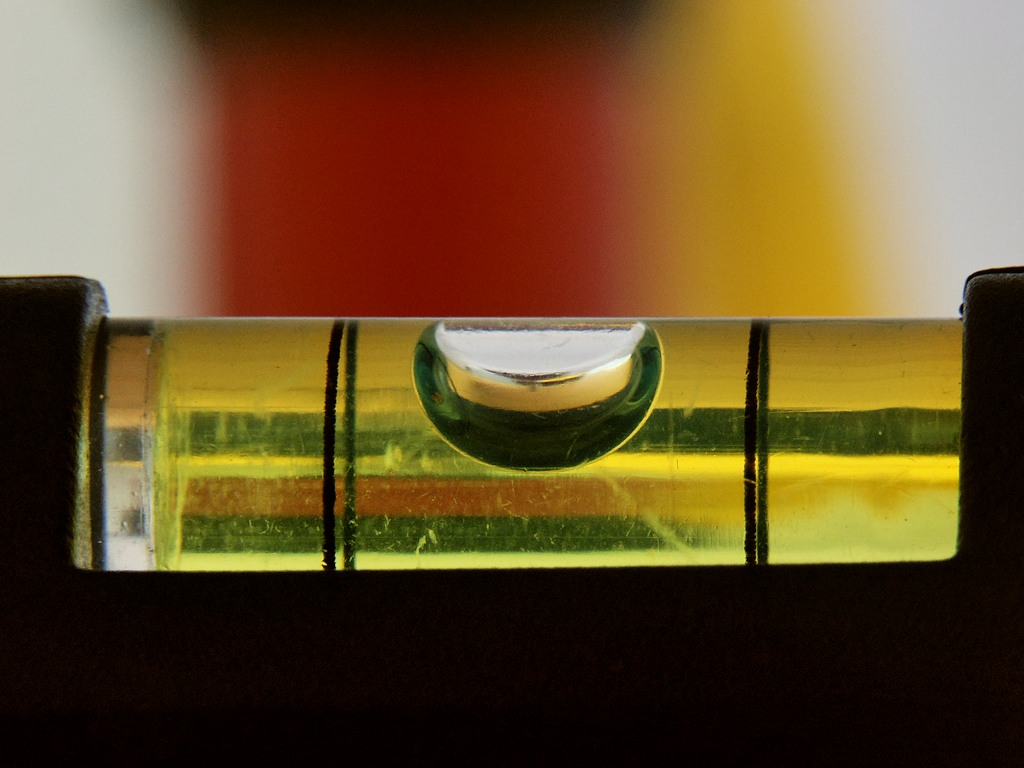
De libel van een waterpas

Een libel of buisniveau is een soort waterpas. In het bijzonder wordt het glaasje, een glazen buisje gevuld met antivries en een luchtbel, libel genoemd.
Als de luchtbel inspeelt, dat wil zeggen zich tussen de twee op het buisje aangebrachte lijntjes bevindt, is het waterpas horizontaal.
Een buisniveau is te controleren door het niveau op een horizontaal vlak te plaatsen, in te spelen en het niveau dan 180° te draaien. Hierbij moet het niveau opnieuw inspelen. Is dit niet het geval dan moet de halve afwijking met het stelschroefje worden weggenomen.
Een jalonrichter is voorzien van een libel of een doosniveau. Hier moet de bel inspelen in een cirkeltje. De jalon, waar men de libel tegenaan houdt, staat dan verticaal.

## Etymologie
Het woord libel komt van het Latijnse libella, dat weegschaaltje en waterpas betekent. Vergelijk ook het Engelse level en ons woord niveau (via libel → livel → nivel). De libel, het insect, is daar overigens ook naar genoemd. Het tijdschrift Libelle is er niet mee verwant, het is genoemd naar liber (boek).